# Robert Bilheimer

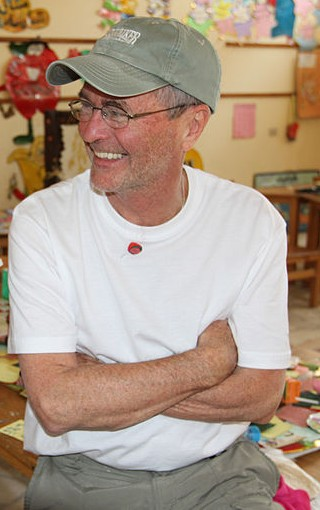
Robert Bilheimer am Set von Not My Life

Robert E. Bilheimer (* in New York City) ist ein US-amerikanischer Dokumentarfilmer.

## Leben
Robert Billheimer ist der Sohn des presbyterianischen Theologen Robert S. Billheimer, der Mitbegründer des Ökumenischen Rats der Kirchen. Bilheimer besuchte die Internationale Schule in Genf. Später studierte er Literatur am Hamilton College, wo er 1966 mit dem Bachelor abschloss. Anschließend machte seinen Master in Theater- und Filmwissenschaft an der Indiana University of Pennsylvania. Von 1968 bis 1970 diente er in der United States Army als Pfarrassistent und erhielt für seine Dienste die Army Commendation Medal. Im Anschluss arbeitete er zunächst als freier Journalist für AFP, The Nairobi Daily Nation und TIME in Afrika. Zudem leitete er das Nairobi National Theatre, das Manitoba Theatre Center in Winnipeg sowie das Rochester Shakespeare Theatre. Während seiner Zeit dort führte er bei mehr als 30 Aufführungen Regie und wurde von der Canadian Broadcasting Corporation zum Regisseur des Jahres ernannt. Er lehrte außerdem am Anson Phelps-Stokes Institute for Black American and Native American Studies.
Billheimer gründete 1988 die Produktionsfirma Worldwide Documentaries, für die er im gleichen Jahr den Oscar-nominierten Dokumentarfilm The Cry of Reason: Beyers Naude – An Afrikaner Speaks Out über das Leben und Wirken des Anti-Apartheids-Aktivisten und Theologen Beyers Naudé drehte.
2003 erschien A Closer Walk über die weltweite AIDS-Epidemie und 2011 Not My Life über Menschenhandel zusammen mit Richard Young, der während der Fertigstellung des Films verstarb.

## Privatleben
Bilheimer lebt mit seiner Familie in New York in der Nähe der Finger Lakes.

## Filmografie
- 1988: The Cry of Reason: Beyers Naude – An Afrikaner Speaks Out
- 2003: A Closer Walk
- 2011: Not My Life
- 2020: Oh Mercy (Kurzfilm)